# Leioproctus imitator
Leioproctus imitator är en biart som först beskrevs av Rayment 1959.  Leioproctus imitator ingår i släktet Leioproctus och familjen korttungebin. Inga underarter finns listade i Catalogue of Life.